# Tesla Bot
Tesla Bot, также известный как Optimus, — концепт робота-гуманоида общего назначения, разработанный Tesla, Inc. Он был представлен на мероприятии AI Day 19 августа 2021 года. Рабочие прототипы робота были представлены 30 сентября 2022 года.

## Характеристики
Tesla Bot имеет рост 177 см и вес 73 кг (первоначально на презентации 173 см и 57 кг) и способен передвигаться в настоящее время со скоростью до 4 км/ч (в презентации до 8 км/ч). Вместо лица у робота установлен дисплей. Согласно презентации, сделанной во время мероприятия AI Day, Tesla Bot будет иметь грузоподъемность до 20 кг и будет «управляться той же системой искусственного интеллекта, которую Tesla разрабатывает для системы ADAS, используемой в её автомобилях».
Для робота предлагаются задачи, которые являются для человека «опасными, повторяющимися и скучными», например, помощь на производстве.

## История создания

### Первые реакции
После презентации многие СМИ скептически отнеслись к новому продукту. Издание Bloomberg написало, что робот «стоит вне инициатив компании в области чистой энергии». The Verge отметили, что «история Tesla изобилует причудливыми идеями, которые никогда не реализовывались и можно только догадываться, увидим ли мы когда-нибудь рабочий Tesla Bot» и в статье назвали концепт робота «причудливым и блестящим дурачеством». Газета Washington Post заявила, что «Tesla давно приукрашивает сроки и даёт слишком много обещаний на презентациях своих продуктов и презентациях для инвесторов».

## Появление
Как и обещал Илон Маск, робот был показан 30 сентября 2022 года на выставке AI Day. Компания Tesla выпустила 2 рабочих прототипа — первый был способен перемещаться, работать руками, поливать цветы, переносить предметы и т. д. но был лишен внешней оболочки. Второй прототип был с оболочкой, и по словам компании был близок к внешнему завершению рабочей модели. Данный прототип не продемонстрировал каких либо навыков и даже не мог ходить. Однако, разработчики заявляют, что он только начал свое обучение, и всего необходимого добьется через несколько недель.

## Начинка
Роботы Tesla Optimus работают на основе самообучающегося искусственного интеллекта, нейросетей и автопилота Tesla. Так робот (первый прототип) с апреля по сентябрь учился ходить: от неуверенных, медленных и неуклюжих движений за 6 месяцев робот самостоятельно научился быстро перемещаться используя руки в качестве балансира тела. Робот имеет продвинутое цветное зрение, что позволяет ему с легкостью различать различные предметы, а с помощью зрения инженеры Tesla учат робота ориентироваться в реальном пространстве и брать предметы. По словам Илона Маска через 5—10 лет робот разовьется в нечто очень грандиозное.

«Я думаю, Optimus станет невероятным через пять или десять лет, просто сногсшибательным»

 — сказал Илон Маск на презентации

## Развитие
В этом разделе будет описываться дальнейшее развитие робота.
В феврале 2023 года было выпущено видео, в котором два робота Tesla Bot собирают третьего.
В конце апреля 2023 года выпущено видео, в котором показывается процесс обучения роботов: они ходят по одному и группой по заводу, а также за его пределами на улице, сканируют и запоминают местность в режиме реального времени. Так же оператор-человек может через костюм быстрее научить андроида определённым движениям, что запишется в его памяти. К примеру ногой-манипулятором он крайне аккуратно ударил по яйцу, не разбив его.
В сентябре 2023 года выпущено видео, на котором робот учится сортировать предметы по цвету, опираясь исключительно на зрение.

### Optimus Gen 2
В декабре 2023 выпущен новый робот Tesla Optimus Gen 2. Среди значимых изменений — новая оболочка робота, скорость ходьбы на 30 % быстрее, чем у предыдущих моделей, снижение веса робота на 10 кг, улучшение баланса тела, новые анатомически правильные руки для манипуляций с разными предметами, а также изменение конструкции стопы.
В октябре 2024 года показано видео как Tesla Optimus Gen 2 дает всем окружающим напитки, и угощает едой.
В декабре 2024 года показано видео как Tesla Optimus Gen 2 научился ходить по пересеченной местности сам.
В мае 2025 года Илон Маск опубликовал в X новое видео с танцующим роботом, отметив, что тот прошёл обучение с подкреплением (RL) методом проб и ошибок. Позднее было опубликовано видео, на котором робот занимается домашними делами: гладит, пылесосит, помешивает содержимое кастрюли, выбрасывает мусор и убирает со стола.